# Naturschutzgebiet Halbinsel Holnis
Halbinsel Holnis ist der Name eines Naturschutzgebietes auf der zur schleswig-holsteinischen Stadt Glücksburg (Ostsee) gehörenden, namensgebenden Halbinsel Holnis im Kreis Schleswig-Flensburg und angrenzenden Bereichen der Flensburger Förde.

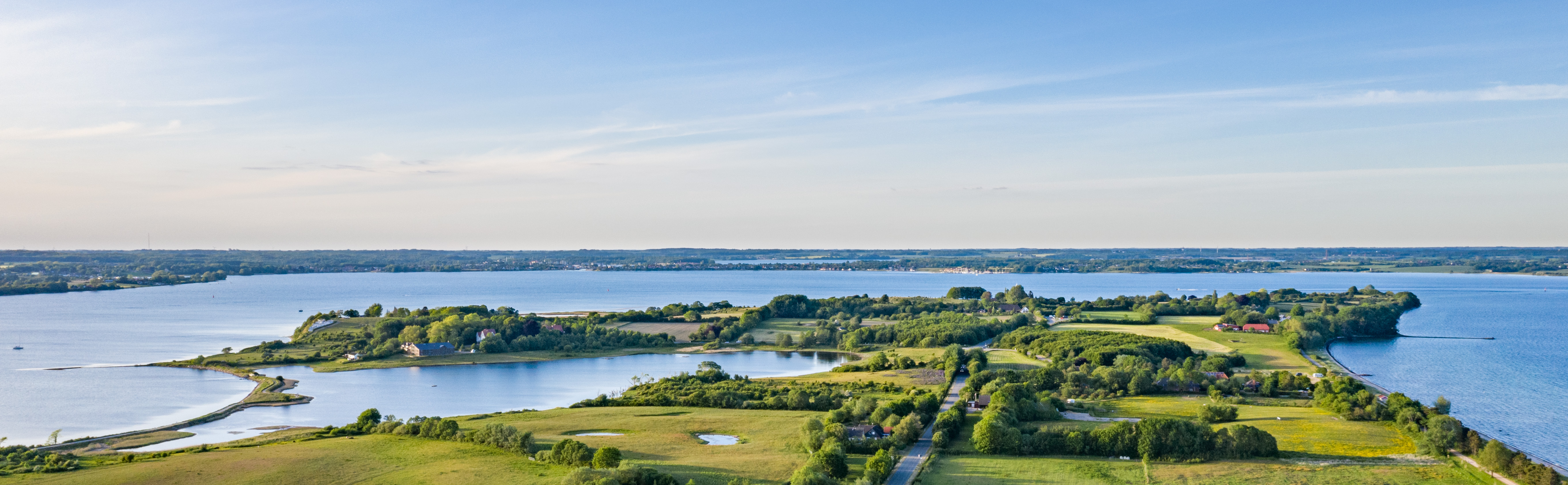
Blick über das Naturschutzgebiet

## Naturschutzgebiet
Das Naturschutzgebiet ist rund 360 Hektar groß. Es ist unter der Nummer 155 in das Verzeichnis der Naturschutzgebiete des Ministeriums für Energiewende, Landwirtschaft, Umwelt und ländliche Räume eingetragen. Das Gebiet ist Bestandteil des FFH-Gebietes „Küstenbereiche Flensburger Förde von Flensburg bis Geltinger Birk“ und des EU-Vogelschutzgebietes „Flensburger Förde“. Das Naturschutzgebiet grenzt vielfach an das Landschaftsschutzgebiet „Flensburger Förde“ sowie nach Süden an das Naturschutzgebiet „Pugumer See und Umgebung“ (beide Naturschutzgebiete sind durch eine Straße getrennt). Das Gebiet steht seit 1993 unter Schutz (Datum der Verordnung: 30. April 1993). Das Gebiet wird vom Landesverband Schleswig-Holstein des Naturschutzbundes Deutschland betreut.
Die Unterschutzstellung des Gebietes wurde 1983 von der Stadt Glücksburg beantragt, nachdem die Halbinsel bereits seit 1982 vom Deutschen Bund für Vogelschutz und dem Aktionsbündnis Grünes Glücksburg naturschutzfachlich betreut wurde.
Das Naturschutzgebiet liegt nordöstlich von Glücksburg (Ostsee). Es stellt Teile der Halbinsel Holnis sowie vorgelagerte Bereiche der Flensburger Förde im Übergangsbereich von Außen- und Innenförde unter Schutz. Die Bereiche des Schutzgebietes erstrecken sich in erster Linie entlang der West- und Nordküste von Holnis, während die Ostküste überwiegend touristisch genutzt wird. Der im Naturschutzgebiet liegende Bereich der Flensburger Förde darf nur in Ausnahmefällen befahren werden.

## Großes und Kleines Noor

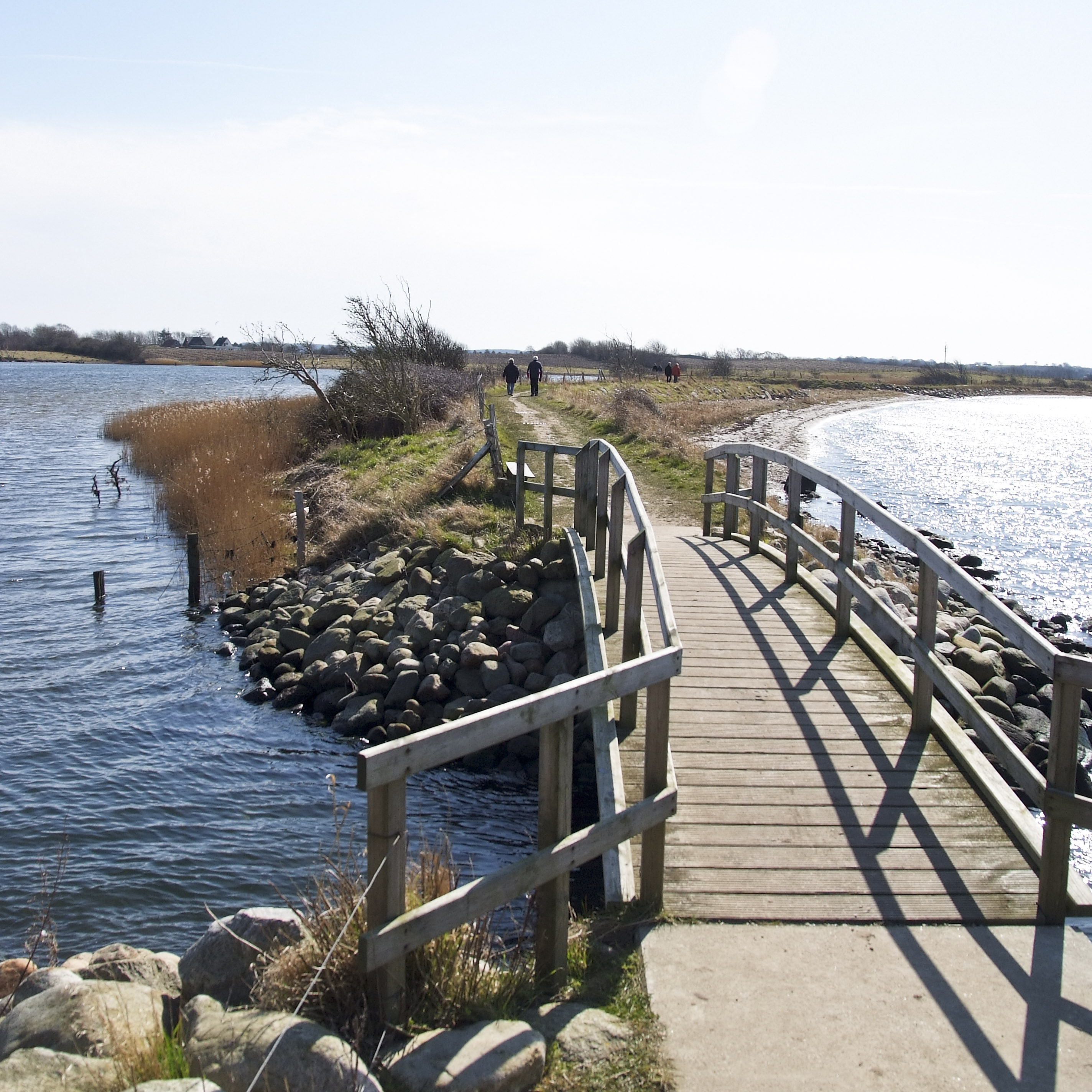
Wanderweg im Naturschutzgebiet am Kleinen Noor

Im Süden des Naturschutzgebietes befindet sich das Große Noor, ein ehemaliger Strandsee, der zwischen 1924 und 1929 bedeicht wurde. Das Gebiet, das stellenweise bis zu 2,5 Meter unter dem Meeresspiegel liegt, wird durch Gräben und ein Pumpwerk entwässert. Das Gebiet wird von Grünland eingenommen. Die Flächen gehören seit den 1990er-Jahren der Stiftung Naturschutz Schleswig-Holstein und werden extensiv beweidet.
Nach Norden schließt sich mit dem Kleinen Noor ein weiterer ehemaliger Strandsee an. Dieser wurde schon 1870 bedeicht und das Gebiet entwässert. Seit 1995 gehören auch diese Flächen der Stiftung Naturschutz Schleswig-Holstein. 2001 wurde die Wiedervernässung des rund 9 Hektar großen Kleinen Noors beschlossen. 2002 wurde das Gebiet umgestaltet und über einen Durchstich in dem rund 530 Meter langen Deich wieder an die Innenförde angeschlossen. Dadurch hat sich ein wertvoller Brackwasser-Lebensraum entwickelt.

## Kliffküste
Der nördlich und nordöstlich des Kleinen Noors liegende Teil des Naturschutzgebietes wird von eiszeitlichen Moränen gebildet und ist deutlich höher als der südliche Bereich des Naturschutzgebietes gelegen. Die Moränen fallen am Holnis-Kliff im Westen, das am 14. Februar 1978 als Naturdenkmal ausgewiesen wurde, sowie im Norden und Osten als Steilküste zur Flensburger Förde ab. Die Abbruchkanten der Kliffs sind nahezu pflanzenfrei. Auf den Kuppen stocken vielfach Gehölze. Nördlich des Holnis-Kliffs befindet sich in einer ehemals kleinen Bucht eine Salzwiese, die durch die Verlandung eines Strandsees hinter einem Strandwall entstanden ist. Der Höftsee ist als Rest des Strandsees erhalten.

## Flora und Fauna
Das Naturschutzgebiet ist Lebensraum einer vielfältigen Flora und Fauna. So sind hier z. B. rund 65 Brutvogelarten heimisch.
Das Kleine Noor bietet verschiedenen Möwen, Enten und Schwänen einen Lebensraum. Auch Kiebitz und Austernfischer sind im Naturschutzgebiet heimisch. Insbesondere Salzwiese und Strandbereich nördlich des Holnis-Kliffs bieten auch Rotschenkel und Sandregenpfeifer einen geeigneten Lebensraum. Weiterhin kommen z. B. Säbelschnäbler, Grau- und Silberreiher, Grünschenkel, Flussuferläufer, Küstenseeschwalbe, Mittel- und Gänsesäger, Krickente, Schnatterente, Blässralle und Brandgans vor. Röhrichte bieten z. B. dem Teichrohrsänger einen geeigneten Lebensraum. Am Holnis-Kliff befindet sich eine Uferschwalbenkolonie.
Im Bereich der Salzwiese siedeln Queller, Strandwegerich und Strandaster. Die Strandaster hat sich auch rund um das Kleine Noor angesiedelt, ebenso wie andere Arten der Salzwiese wie Stranddreizack, Tausendgüldenkraut und Boddenbinse. Auf den Wiesen im Bereich des Großen und Kleinen Noors siedelt u. a. das Breitblättrige Knabenkraut. Entlang des Klifffußes und auf Sandbänken siedelt die Sumpfgänsedistel. Auch Krauser Ampfer und Wegwarte sind anzutreffen. Huflattich besiedelt teilweise auch die Abbruchkanten der Kliffs.
Im Winter ist das Naturschutzgebiet Rast- und Überwinterungsgebiet verschiedener Entenvögel und Limikolen. So sind hier Pfeifente, Reiherente, Schellente, Tafelente, Eiderente, Zwerg-, Hauben- und Rothalstaucher sowie Gänse-, Mittel- und Zwergsäger, aber auch verschiedene Möwen wie Mantel-, Silber-, Sturm- und Lachmöwe anzutreffen. Auch Grau-, Nonnen- und Ringelgans sowie Alpenstrandläufer, Sichelstrandläufer, Knutt, Goldregenpfeifer, Pfuhlschnepfe, Großer Brachvogel und Dunkler Wasserläufer rasten im Gebiet.

## Sonstiges
Im Naturschutzgebiet befinden sich Informationstafeln des Landes Schleswig-Holstein und des NABU Deutschland. Im Süden des Naturschutzgebietes gibt es einen Aussichtsturm, von dem aus das Große Noor sowie auch Teile des südlich angrenzenden Naturschutzgebietes „Pugumer See und Umgebung“ eingesehen werden können. In der Nähe des Holnis-Kliffs befindet sich eine vom NABU betriebene Naturschutzstation.
Ein kleiner Beobachtungsunterstand befindet sich im Nordwesten des Kleinen Noors. Eine kleine Beobachtungsplattform befindet sich außerdem am Rand der Salzwiese in Strandnähe.
Teile des Naturschutzgebietes werden zur Pflege mit Schottischen Hochlandrindern beweidet.